# L'Œil du cyclone (série télévisée, 1991)
Pour les articles homonymes, voir L'Œil du cyclone.

L'Œil du cyclone est une émission de télévision d'art alternatif consacrée aux nouvelles images, diffusée sur la chaîne Canal+, le samedi à 13 h 30 en clair (19 h 20 en 1995), du 21 décembre 1991 au 28 janvier 2000,.

## Description
D'une durée de 26 minutes, cette émission d'art non traditionnel est consacrée aux curiosités visuelles ou sonores, portraits d'artistes, mouvements artistiques, mais aussi raretés diverses, archives internationales, films d'auteurs et documentaires de création, montages musicaux, compilations diverses, etc. jusqu'aux nouvelles images et prenant la forme de reportages et de clips psychédéliques, nourris d'images aux origines les plus diverses, parfois en images de synthèse.
Entre 1991 et 1994, l'émission présente toutes les deux semaines une compilation de Liquid TV, émission d'animation diffusée sur MTV.
Une émission annuelle « Spéciale Imagina » de 52 minutes est instaurée en 1990, et intégrée dans le magazine dès 1991 jusqu'en l'an 2000.

## Liste et sujets des émissions
(à compléter, par année/date de première diffusion)
- 1991
  - décembre 1991 (première émission) : Starck, La Dernière Vague (réalisation de l'interview de Philippe Starck : Jean Baptiste Mondino ; direction artistique de l'émission : Alain Burosse, Pascale Faure et Patrice Bauchy) + La Vérité sur l'art contemporain
  - 1991 version RAP : L'actualité de 1991 commentée par les rappeurs IAM, Dee Nasty, les Little MC, Lionel D et MC Solaar

- 1992
  - 11 janvier : La Vérité sur la guerre du golfe - Réalisation : Vincent Hachet
  - 25 janvier : Nobody's perfect : Sur l'artiste vidéaste Nelson Sullivan qui témoigne de la communauté gay de New York à la fin des années 1980.
  - 8 février : Le Retour des cyclopes : Émission consacrée au groupe américain The Residents (réalisation : Bertrand Merino-Perris)
  - 22 février : Bombay Clips 80 : Les tubes indiens des années 1980
  - 7 mars : Thai Sanuk (ou Les Pinceaux Magnétiques) : La Thaïlande artistique du groupe de plasticiens Kaltex
  - 14 mars : La Vie ne tient qu'a un fil : Sur la série avec des marionnettes Les Sentinelles de l'air
  - 21 mars : Kuba Mambo : Sur la musique et les danses de Cuba.
  - 11 avril : Dans un Cadre Agréable, une ambiance raffinée : Émission consacrée aux publicités locales.
  - 9 mai : Le Look monstre : Hommage aux monstres de série B.
  - 16 mai : Réalités virtuelles : Sur la réalité virtuelle (réalisation : Cécile Babiole)
  - 23 mai : Le Trip psychédélique : Contre-culture et chimie psychotrope
  - 30 mai : Bonjour les Télévisions Africaines ! : Zapping sur les programmes africains
  - 13 juin : M'Escher Z'Amis : De l'influence du graveur hollandais Maurits Cornelis Escher dans la création numérique. (réalisation : Jérôme Lefdup)
  - Accordéon Forever : Tour du monde du roi des bals musettes. (réalisation : Jean-Baptiste R&K)
  - Au pays des vengeurs masqués : Viva El Santo ! Viva la lucha libre !
  - Best of shorts : Compilation de courts-métrages d'animation
  - Cette situation doit changer : Sur le situationnisme
  - Feu sur le Quartier Général : Extraits de films chinois de propagande maoïste. - Réalisation : Vincent Hachet
  - I love 3D : Sur les images 3D
  - Je ne me souviens pas : Émissions de télévision française déprogrammées ou censurées (réalisation : Michel Royer)
  - Les Nouveaux Explorateurs : Compilation d'animation française
  - On ne rembourse pas : Sur le happening et les autres performances artistiques.
  - L'Ouïe du cyclone : Jean-Christophe Averty évoque les chansons de sa jeunesse, de 1915 à 1934.
  - Spécial Clermont-Ferrand : Émission spéciale sur le festival de courts-métrages de Clermont-Ferrand.
  - Sur les Strasss du Nil : Aperçu de la comédie musicale égyptienne
  - Techno : Mix de chansons et de clips de cette musique de cette année par Matt Black de Coldcut. - Réalisation : Vincent Hachet - Emmanuel Faure - Olivier Gajan - Jérôme Lefdup
  - 36 chants d'elle : Émission consacrée aux génériques télés français. (réalisation : Michel Royer)

- 1993
  - 2 janvier : Chantons l'Europe : Anthologie de l'Eurovision
  - 9 janvier : L'Encyclo des merveilles : Compilations d'images de différentes disciplines scientifiques
  - 16 janvier : Welcome to Tromaville : Sur les films de la firme Troma (réalisation : Lari Flash)
  - 30 janvier : Courts de cuisine : Courts-métrages ayant pour sujet le dîner : Pierre Oscar Lévy, Claude Duty, Jan Švankmajer, Jean-Pierre Jeunet, Jacques Mitsch, Vincent Hachet, etc.
  - 6 février : Dolce Vita : Émission consacrée aux scopitones italiens
  - 13 février : Souvenirs d'ambassade : Les surprenantes archives de voyage d'un diplomate-cinéaste amateur, des années 1950 à 70
  - 27 février : Imagina 93
  - Mars : 31 Tribunes : Les meilleurs moments de Tribune libre, une émission diffusée entre 1975 et 1981 sur FR3 qui offrait la parole à toutes sortes de groupuscules et de formations sociales et politiques.(réalisation : Michel Royer)
  - Mars :Les Très Riches Heures de Georges Bernier : Les meilleurs prestations télévisuelles du Professeur Choron - Réalisation : Vincent Hachet
  - 27 mars : Figuration libre : Mix d'œuvres vidéo.
  - 1er mai : Au bonheur la France : Compilation de publicités et documentaires touristiques des régions françaises.
  - 8 mai : Gorki : Aspect du cinéma d'Afrique de l'Ouest au début des années 1990.
  - 23 octobre : Ultra Light : Un corps sain vous donnera la jeunesse éternelle - Réalisation : Vincent Hachet
  - 30 octobre : La Position des missionnaires : Compilation de films de propagande coloniale dans les pays d'Afrique.
  - 6 novembre : Danse avec les Pieds : Sur la danse
  - 18 décembre : Qui dit quoi, à qui, comment, pourquoi : Les programmes expérimentaux du Service de la recherche de l'ORTF
  - 25 décembre : Symphonie Déconcertante : Aperçu des musiciens les plus barrés et des instruments les plus bizarres.
  - Le Doigt dans l'œil : Sur l'illusion optique. (réalisation : Jean-Pierre Lentin)
  - Écoutez - Répétez : Sur l'apprentissage du français dans divers pays étrangers (rediffusion en 1994 et 1998).
  - L'Esprit de la TV : Quand les Indiens de Brésil font leurs propres émissions.
  - Glozel, le mythe au logis : Sur l'affaire de Glozel (réalisation : Alain Burosse)
  - Honneur et vengeance : Compilation des meilleurs combats dans les films d'arts martiaux asiatiques des années 1970.(réalisation : Stéphane Teichner)
  - Meringue et passion n°2073 : Résumé de tous les épisodes des soap operas
  - L’Œil de Moscou : Archives du surnaturel en Union Soviétique - Réalisation : Vincent Hachet
  - One Eno : Sur le musicien Brian Eno (réalisation : Jérôme Lefdup et Lari Flash)
  - Overgame : Mix d'images et de sons de jeux vidéo.
  - Une émission poilante : Sur le poil humain.
  - Yma Sumac : La Castafiore Inca (réalisation : Jean-Baptiste R&K)

- 1994
  - 1er janvier : Une expérience d'hypnose télévisuelle. Réalisation : Gaspar Noé.
  - 15 janvier : Nicograph 93
  - 22 janvier : Dalí à la télé : Compilation des interventions télévisuelles du maître Salvador Dalí
  - 5 février : La Télévision des Rêveurs : La télévision par les Aborigènes (réalisation : Jean-Michel Roux)
  - 19 février : Nuits de Chine, Nuits Câlines : La comédie musicale chinoise avant Mao (réalisation : Alexis Millau).
  - 26 février : Imagina 94 : avec la marionnette de Jacques Toubon des Guignols de l'Info qui commente les extraits en introduction.
  - 5 mars : Viva El Che : L'image de Ernesto "Che" Guevara à Cuba en 1994.
  - 2 avril : 1999, la fin du monde : Émission consacrée aux prophéties de Nostradamus, annonçant la venue d’un « grand roi d’effrayeur » le 7 juillet 1999 (réalisation : Christophe Campos)
  - 9 avril : Un cabinet d'amateur : Compilation de films muets et parlants (réalisation Hélène Broomberg et Bruno Rosier)
  - 23 avril : Toujours plus : Balade dans un supermarché (réalisation : Luc Moullet).
  - 30 avril : Groupons-nous et demain... (Spécial 1er mai) : Aperçu de la lutte populaire en France (réalisation : Michel Royer)
  - 21 mai : Beauty Foules : Sur les mouvements de foules.(réalisation : Jérôme Lefdup)
  - 28 mai : Pieds noirs, patte blanche : Films amateurs des Pieds-Noirs, entrecoupés par des extraits des films La Famille Hernandez et Avoir vingt ans dans les Aurès et d'informations françaises officielles.
  - 4 juin : Physiquement incorrect : Sur les handicapés physiques et les monstres humains.
  - 11 juin : Le Grand débat : Parodie de débat télévisé animé par Édouard Baer et Ariel Wizman avec André Lhuillier, dit "Caramel", spectateur "fétiche" de l'émission - Réalisation : Vincent Hachet.
  - 18 juin : Fier(e)s de l'être : Histoire de la Marche des fiertés et des revendications homosexuelles.
  - 25 juin : Une saison en enfer : Lecture de l’œuvre d'Arthur Rimbaud par Jean-Christophe Averty.
  - 15 octobre : Chassez le naturiste : Compilation d'archives souriantes autour du naturisme (réalisation : Stéphane Teichner)
  - 22 octobre : Mandala, le Grand Tout, sinon rien : ou comment, de la Terre à l'œuvre d'art, finalement tout tourne en rond.
  - 29 octobre : Irma : Portrait d'une femme et de ses amis, sans-abri à Paris.
  - 5 novembre : La décence synthéthque : Compilation d'animations en images de synthèse
  - 12 novembre : 39 000 Monuments aux Morts : Visite de mémoriaux, de cimetières de la Première Guerre mondiale et images d'archives de commémorations
  - 19 novembre : La Vie à 90 : Sur l'apprentissage de la conduite automobile
  - 26 novembre : Z comme Réseau : Émission consacrée au mail art et aux réseaux postaux (réalisation : Christophe Mielle)
  - 3 décembre : Pot-Pourri : Connaissez-vous la différence entre une chanson et un beefsteak ?
  - 10 décembre : Gagner : Compilation de films de formation pour vendeurs
  - 17 décembre : Les Anges dans nos campagnes : Journal intime de Rémi Lange qui filme son coming out à chaque membre de sa famille.
  - 24 décembre : Mangaloïd : Émission consacrée au dessin animé japonais des années 1990.
  - 31 décembre : Carmen Miranda, la Bombe Tropicale : Un portrait de cette folle icône de la comédie musicale hollywoodienne (réalisation : Lionel Bernard et Martine Jouando)
  - Faut que ça pète : Émission consacrée au gaz - Réalisation : Stéphane Teichner

- 1995
  - 14 janvier : Wouais cool : Anthologie de Beavis et Butt-Head.
  - 21 janvier : Castaneda et caetera... : À la recherche de Carlos Castaneda.
  - 28 janvier : Casse l'ambiance : N'avez-vous jamais eu l'envie de tout casser, de tout briser, de tout détruire ?
  - 4 février : Imphy, capitale de la France : Pourquoi Paris devrait-il toujours être la capitale de la France ? (Réalisation : Luc Moullet)
  - 11 février : Imagina 1995
  - 25 mars : Westernissimo : Sur le western spaghetti
  - 1er avril : Cannibalisme : réalité ou fantasme
  - 13 mai : Femmes violentes en bikini : Les filles attaquent la série B (réalisation : Ilse Ruppert).
  - 20 mai : Vautier l'Indomptable : Émission consacrée au cinéaste René Vautier (réalisation : Jacques Royer)
  - 27 mai : Citizen Wood : Émission consacrée au réalisateur Ed Wood
  - 3 juin : Wallace et Gromit
  - 16 décembre : Do Mi Si La Do Ré : Les arts ménagers : la joie du foyer !
  - 23 décembre : La Chance aux sermons : Sur la mode des religieux chanteurs tels que Sœur Sourire.
  - 36482 Images d'animation : Compilation de films d'animation récents.
  - Benny Moré : Anthologie de l'artiste cubain et témoignages de ses proches.
  - Comme un poisson sans bicyclette : Sur le féminisme dans les années 1970.
  - Le Cri de la carotte : Le monde du silence
  - Les Dieux Hindous et l'écran Tamoul
  - Les Dossiers de l'écrou : Sur le robot. (réalisation : Jean-Baptiste R&K)
  - Les Ellipses d'or : Compilation des vidéastes amateurs ayant participé à un concours sur le cinéma.
  - Explication de Sexe : Sur l'éducation sexuelle à la télévision
  - Langage Sonore (mai) : Poésie libre et jeux bruitistes (réalisation : Bertrand Merino-Perris)
  - L'Œil sur la ville : Sur la vidéosurveillance.
  - Party de campagne : L'élection présidentielle française de 1995 revue en une immense rave-party où c'est le candidat Caramel qui gagne à la fin.
  - Scènes de bouche : La bouche dans la culture.
  - Skyzophobia : Compilation de films d'animation récents.
  - Sirtaki mon kiki : Compilation des films musicaux grecs des années 1960 et 1970.
  - The Spike Jones Show : Le délirant orchestre de Spike Jones (réalisation : Martin Messonier)
  - Turkish Delight : Compilation des films musicaux avec les chanteurs turcs Zeki Müren et Bulent Ersoy
  - Une journée aux paradis perdus : Sur les peuples autochtones
  - Y a-t-il une vie après le travail ? : Les joies de la retraite (réalisation : Lari Flash)

- 1996
  - 3 février : Cyberdelic : Émission consacrée à la musique sur ordinateur (réalisation : Jérôme Lefdup)
  - 10 février : 1 % : En 1951, on vote la loi du 1 % artistique : 1 % des coûts de construction seront consacrés à l'art, pour le meilleur et souvent pour le pire... - Réalisation : Vincent Hachet
  - 17 février : L'Empire des sables : Quand t'es dans le désert...
  - 2 mars : Imagina 1996
  - 16 mars : Le Ventre de l'Amérique : Visite de Des Moines (Iowa) par Luc Moullet
  - 23 mars : Œil pour œil : Tout sur l'œil
  - 6 avril : Tchitchihérazade : Compilation de scopitones et de films musicaux de Syrie (réalisation Anaïs Prosaïc et Michèle Collery).
  - 13 avril : Y Faudrait qu'je Mett' un peu d'Ordr' la-D'dans : Interview du réalisateur Jean-Christophe Averty sur sa vie et son œuvre
  - 20 avril : Touche pas à mon scout : Archives vidéo du mouvement créé par Robert Baden-Powell
  - 4 mai : Bon pied, bon œil : Sur l'alcoolisme. (réalisation : Lionel Bernard et Emmanuel Faure)
  - 1er juin : Le Super 8 n'est pas mort, il bande encore : Journal de Rémi Lange sur sa passion avec d'autres personnes pour le film super 8
  - 8 juin : Y'a pas de fumée sans feu et en plus c'est vrai (réalisation : Nathalie Magnan / Michel Royer) : Sur la rumeur
  - 22 juin : À vous Cognacq Gay : Première émission en direct de la Lesbian & Gay Pride à Paris : Tour de la marche, de France et du monde des actualités des revendications et de la culture homosexuelles. (réalisation : Jean-Baptiste R&K)
  - 7 septembre : Soyons Suaves, le manifeste cocktail : Sur la musique easy listening
  - 21 septembre : Se faire voir chez les Grecs : Zapping souriant des télés grecques
  - 5 octobre : Chroniques souterraines : Plonger dans l'univers des souterrains
  - 19 octobre : Le Rouquin, cet inconnu : Non, les roux ne sont pas méchants.
  - 9 novembre : Bonheur maximum garanti : Le travail, base de la société de consommation.
  - 16 novembre : L'Amour contre le travail : Pourquoi travailler alors qu'on pourrait s'aimer ? L'expérience des communautés post-68.
  - 23 novembre : Abyssinie Swing : L'Éthiopie, l'autre pays de l'afrobeat
  - 21 décembre : Mon chien, mon ami : Sur la cynophilie
  - Comme un autre à sa place : Sur un fermier hollandais qui se croit d'une tribu africaine et veut la retrouver.

- 1997
  - 4 janvier : Zorro sème sa zone : Zorro au cinéma et à la télévision
  - 18 janvier : Blaxploitation : Les Blacks réagissent à l'exploitation de leur image dans les médias américains.
  - 1er février : L'hypothèse hermaphrodite : Pourquoi choisir entre garçon et fille quand on peut être les deux en même temps ?
  - 15 février : L'Art de vivre ramadan : L'Islam selon la télévision des pays musulmans
  - 1er mars : Une belge histoire : Sur Jean-Jacques Rousseau, cinéaste belge amateur et excentrique
  - 8 mars : Les Colonnes du temps : Sur la représentation de la femme dans le divertissement contemporain
  - 22 mars : Ubuplus à l'œil : Adaptation de Ubu sur la Butte d'Alfred Jarry par Jean-Christophe Averty
  - 1er novembre : Gilbert et George, noces de perle : Sur les artistes Gilbert et George. (réalisation : Bertrand Merino Peris)
  - 10 mai : Ils vont sauver le monde : Génies ignorés ou charlatans, tous ont leurs plans pour sauver la planète.
  - 21 juin : Le Dernier cri : Collectif dégénéré d'art épileptique et inversement.
  - 6 août : Mon trésor, je t'adore : Émission sur la quête des trésors par Sibylle Deluxe
  - 20 septembre : Pelouse interdite : Sur le cannabis
  - 22 novembre : Les Crooners de la Casbah : Tour des chanteurs des communautés arabe et juive originaires d'Algérie.
  - 6 décembre : Elfland, enquête sur un monde invisible : En Islande, il y a plus d'elfes que d'habitants (réalisation : Jean-Michel Roux)
  - Au ras des pâquerettes : Sur les jardins et les fleurs, leurs natures et leurs cultures.
  - Les Chansons qui font dresser les poils dans les parties les plus intimes de notre anatomie : Compilation de chants de révolution, de la Révolution française à la révolution des Œillets.
  - Clownophobia : Méfiez-vous des clowns !
  - Histoires d'eaux : L'amour de la pêche.
  - Indian Hits 2000 : Compilation de moments musicaux de films de Bollywood des années 1990
  - Ouvrez l’œil et le bon : Sur les maladies de l’œil
  - Le Retour de Pot-pourri (réalisation : Patrick Menais).

- 1998
  - 1er janvier : Cryptozoo : Émission consacrée à la cryptozoologie, la recherche des animaux inconnus.
  - 21 février : Des Trips à la mode Lacan : Sur la psychanalyse, notamment celle de Jacques Lacan, et ses représentations audiovisuelles (réalisation : Lionel Bernard et Vincent Hachet)
  - 14 mars : Godzilla : Portrait du grand monstre du cinéma japonais.
  - 4 avril : Le Grand Complot
  - 18 avril : Spiritisme : entrez sans frapper
  - 13 juin : Karaogay : Rétrospective historique des chansons traitant de l'homosexualité, de Charpini & Brancato à Céline Dion. (réalisation : Jean-Baptiste R&K)
  - 12 août : Super Baad : Sur les Noirs américains dans les années 1970
  - 19 septembre : Dessins animés crétins
  - 17 octobre : Le Pot-Pourri des Rossignolets : Les enfants chanteurs, y a-t-il une vie après ?
  - 24 octobre : Poésie mon amie, l'appel secret
  - 21 novembre : Zombies : À la recherche des zombies dans le pays d'où ils viennent, Haïti.
  - Bal aux Balkans : Zapping musical chez nos amis d'Europe du Sud
  - Cyclone Partie : Sur la chanson et la danse.
  - L'Empire des sables : Sur le monde fascinant des déserts.
  - Légèrement Destroy : Émission consacrée à la vague Punk en France.
  - Ma India : Voyage en Inde par Willy et Soizic Pierre du groupe de plasticiens Kaltex
  - Playboys, dragueurs et petites pépées
  - Viva Apocalypsa (réalisation : Philippe Truffaut)
  - Les crooners de la Casbah (réalisation : Michèle Collery, Anaïs Prosaïc)

- 1999
  - 2 janvier : La Vérité sur la guerre du golfe : 7 ans, on ne sait pas tous toute la vérité : rediffusion du premier film.
  - 22 janvier 99 : Un gain de temps phénoménal : Bande-annonce de La Nuit du Cyclone, 22 janvier 1999.
  - La Nuit du Cyclone, soirée et nuit spéciales : 
    - Leçon de Cyclone, le cyclone des cyclones : Le cyclone de toutes les images de L’Œil du Cyclone (réalisation : Jérôme Lefdup)
    - Le Cyclone des amateurs : Quand les vidéastes amateurs font leur propre émission de L’Œil du Cyclone
    - Costes, le héros solitaire : Œuvre de Jean-Louis Costes.
    - Fakir Musafar : Documentaire sur le père du mouvement primitif moderne.
    - La Femme de plâtre : Portrait de Lélia Sakai, artiste fétichiste du plâtre.
    - La Fessée, plaisir de donner, joie de recevoir : Qui aime bien châtie bien.
    - Ivre-mort pour la patrie : Opérette du Professeur Choron.
    - Mondo Trasho : Compilation des meilleurs extraits des films Mondo (documentaires trash pseudo-scientifiques).
    - La Petite vidéo rouge du Sur-commandant Connanski : Œuvre de Loïc Connanski
    - Le Pharmacien de nuit : La vie dans une pharmacie de nuit à Paris, un documentaire de Reynald Bertrand
    - Proche et lointaine Bretagne : Compilation de vieux films sur les Bretons
    - Tribune Libre, le retour (réalisation : Michel Royert)

  - 20 février : Le Cyclone des amateurs (avec des extraits non diffusés lors de la Nuit du Cyclone)
  - 27 mars : Que le grand tic me toc : Sur les tics et le Trouble obsessionnel compulsif
  - 3 avril : Oued Saïd Story : Compilation de scopitones de chansons arabes (réalisation Anaïs Prosaïc, Michèle Collery).
  - Hôpital brut : Le monde de l'hôpital selon Le dernier cri, collectif de graphistes.
  - Lesbien Raisonnable (réalisation : Josée Constantin)
  - L’Ode au Rat : Apologie du Rat (réalisation : Jérôme Lefdup et Stéphane Trois Carrés)

- 2000
  - Inutile d’insister. Dernier Œil du Cyclone, consacré à l'inutilité artistique. (réalisation : Stéphane Trois Carrés). Ce programme n'a jamais été diffusé[3]

- Dates à préciser :
  - Psychedeclic

## Liste des réalisateurs
Direction artistique (Canal+):
- Alain Burosse
- Pascale Faure
- Patrice Bauchy
- Joëlle Matos

Réalisateurs principaux de l'habillage (et de quelques sujets) :
- Jérôme Lefdup
- Véronique Goyo
- Vincent Hachet

Réalisateurs des génériques :
- le premier : Jérôme Lefdup & Véro Goyo
- le deuxième : Farrah Diod
- le dernier : Eric Coignoux

Composition musicale :
- Denis et Jérôme Lefdup (plus de 120 versions du thème...)

Réalisateurs des sujets :
- Christophe Mielle - 26 novembre 1994 : Z comme Réseaux (Mail Art et réseaux postaux)

- Stéphane Trois Carrés en collaboration avec Jérôme Lefdup Réalisation / Auteur / L'ode au Rat / Inutile d'insister / Que le grand Tic me TOC